# Temporada 2001-2002 del Nàstic
Dades de la Temporada 2001-2002 del Gimnàstic de Tarragona.

## Plantilla
Aquesta és la plantilla del Gimnàstic de Tarragona per a la temporada 2001-2002 a la Segona divisió de la lliga espanyola de futbol.
| - Javier Oliva González - Joaquín Moso - Javi Ruíz - José Antonio Gordillo Luna - Leonardo López Jiménez Leo - Marc Bernaus Cano - Enrique García Estévez Quique - Lluís Miquel Ramis - Marcelo - José Antonio Saénz de Jubera - Albert Tomàs - Joan Vizcaíno - Stephan Rondelaur - Javier Ruiz Otxoa - Sergio Javier Barila Martínez - Bruno Saltor Grau |  | - Javi Rico - Francisco Manuel Domínguez Fran - Sergio Lara García - Manolo Herrero Galaso - Jordi Masnou Margarit - Juan Francisco Méndez García - Jesús María Serrano Eugui - Eduardo Benito - Lluís Codina Codina - Ibán Pérez - José Luis Deus Rodríguez - Felix Prieto Partido - Ángel Cuéllar - Antoni Pinilla Miranda - Santiago Castillejo Castillejo |

- Entrenador:  Josep Maria Nogués
- Entrenador:  Jaume Bonet Serrano
- Entrenador:  Carlos Diarte el Lobo

## Resultats
En el primer any a segona divisió des del 1980, l'equip no aconseguí l'objectiu de la permanència i acabà en 20 posició (de 22 equips) i retornà al pou de la segona divisió B. Els reforços que es feren a l'inici de la temporada no aportaren el que s'esperava i l'equip es mantingué pràcticament tota la temporada en llocs de descens directe. Es canvià dues vegades d'entrenador i es feren nombrosos fitxatges al mercat d'hivern per mirar d'arreglar el rumb de l'equip, però no fou suficient. Dels fitxatges, cal destacar el gran rendiment que tingué Ángel Cuéllar que fou l'ídol de l'afició aquella temporada. També fou bo el rendiment d'Antoni Pinilla, fitxat aquella temporada, i que continuaria al Nàstic per convertir-se anys després en un dels artífexs de l'ascens a Primera divisió i un dels jugadors emblemàtics de l'equip.
A punt va estar d'eliminar el Reial Madrid en una memorable eliminatòria de la Copa del Rei. El Nàstic es va imposar 1-0 en l'anada amb el gol de David Karanka a pròpia porta, però va caure per 4-2 al Bernabéu tot i que es va avançar per 1-2.